# Clusone
Clusone – miejscowość i gmina we Włoszech, w regionie Lombardia, w prowincji Bergamo.
Według danych na styczeń 2009 gminę zamieszkiwały 8784 osoby przy gęstości zaludnienia 339,2 os./1 km².

## Linki zewnętrzne

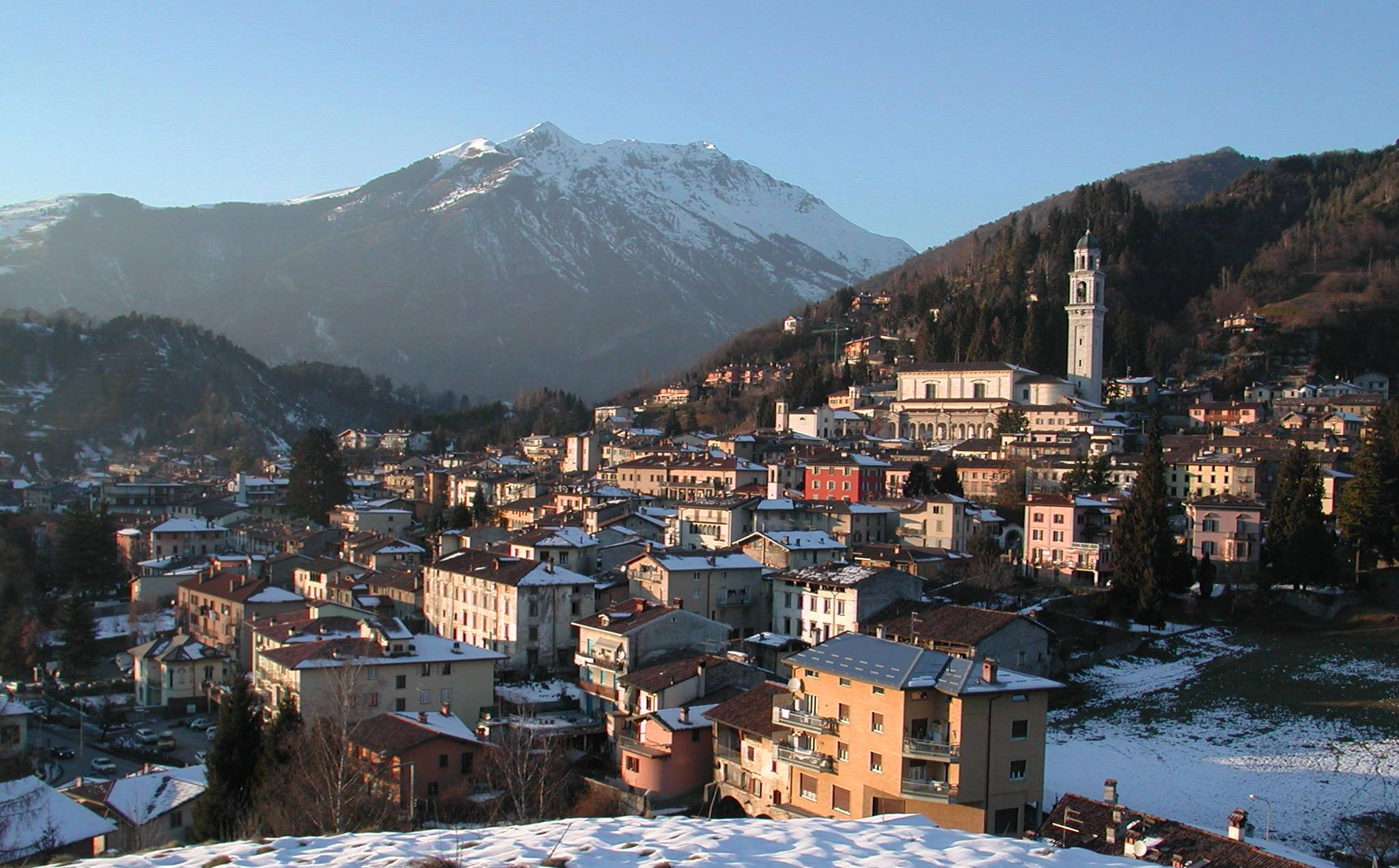
Panorama Clusone

## Współpraca
- Le Raincy, Francja